# 노르웨이어 분쟁
노르웨이어 분쟁(målstriden, språkstriden or sprogstriden)은 노르웨이에서 구어체와 문어체 노르웨이어를 놓고 진행 중인 정치, 문화적 갈등 양상을 일컫는다. 16세기부터 19세기에 걸쳐 덴마크의 노르웨이 지배 결과, 덴마크어는 노르웨이의 표준문어체의 구실을 했다. 그 결과로 말미암아 근현대 노르웨이 문어체의 탄생과정은 노르웨이 내셔널리즘, 시골 대 도시, 방언 대 표준어, 정서법 개정 등의 복잡한 논쟁들을 낳았다.
덴마크-노르웨이 연합왕국 시절(1536년-1814년)의 공식언어는 덴마크어였다. 도시지역의 노르웨이 상류층은 다노-노르웨이어라는 덴마크어를 기본으로 하여 여기에 노르웨이식 발음과 약간의 지역적 변이가 있는 언어를 주로 사용했다. 1814년 연합이 깨지고 노르웨이가 독립하자 다노-노르웨이어가 그대로 신생 노르웨이의 공용어의 기반이 되었다. 20세기 초기에 열성적인 언어운동가들이 노르웨이 문어에 도시와 시골지역의 구어들을 반영해야 한다는 움직임을 보였다. 다노-노르웨이어를 계승한 노르웨이어는 릭스몰(riksmål)이라고 불렀으나, 1929년 이후에는 보크몰(Bokmål)이라는 이름으로 바뀌었다. 한편 뉘노르스크라는 이름의 민족주의 언어운동가들의 문어는 여러 지방의 방언에 기초하고 있었는데 이 양쪽을 점진적으로 융합하여 하나의 통합된 문어로 통일하려는 시도들은 저항에 부딪혀 실패하였다. 궁극적으로 이 양쪽 언어의 통합을 염두에 둔 형태의 언어를 삼노르스크(Samnorsk)라고 한다.
노르웨이 정부의 정책에 따라 노르웨이에서는 보크몰과 뉘노르스크 양쪽이 각각 공식 문어체로 인정받고 있다. 따라서 공식적으로 "노르웨이어"라는 단일한 언어는 존재하지 않는 셈이다. 그러나 사실상으로는 보크몰의 베이스가 된 노르웨이 동부방언이 표준에 준하는 구실을 하고 있다. 역사적으로 보크몰은 덴마크어에 노르웨이적 특징이 약간 가미된 정도의 언어이고, 반면 뉘노르스크는 덴마크어에 대한 저항과 순화욕구에서 순수하다고 여겨지는 방언적 특징들을 규합하여 만들어진 언어이다. 노르웨이인은 보크몰과 뉘노르스크 양쪽을 모두 교육받는다. 덴마크어와 노르웨이 보크몰은 매우 비슷한 언어로 특히 문어의 경우에는 어느 쪽이 덴마크어이고 어느 쪽이 노르웨이어인지 구분이 가지 않을 정도로 닮아 있다. 또한 스칸디나비아 3국의 언어들은 전체적으로 구어수준에서도 의사소통이 가능한 편이다.

## 역사적 배경
이른시기의 노르웨이어에 의한 기록은 1100년경 코눙스 스쿠그시야(Konungs Skuggsjá)에 의한 것이 최초의 예이다. 이 시기에 쓰인 언어는 고대 노르드어(Old Norse)라고 부르며 노르웨이와 아이슬란드에서 문어로 사용되고 있었다. 한편, 스웨덴과 덴마크의 경우도 이 시기에 노르웨이와 언어적으로 큰 차이가 없이 고대 노르드어의 일부에 속했다. 지역적인 언어 편차가 있었지만 여러 방언들의 차이를 오늘날 정밀하게 알기는 힘들다. 이 기간동안의 노르웨이 지역에서 사용된 말을 편의상 중세 노르웨이어(mellomnorsk)라고 부른다.
1349년 유럽에서 흑사병이 창궐하자 노르웨이의 경제와 정치적 자립이 위태해졌고, 곧 강대한 덴마크의 지배하에 들어갔다. 덴마크의 지배하에서 노르웨이어도 변화를 겪어 복잡한 문법형태를 탈피하고 단순화하기 시작하였고, 덴마크어를 매개로 새로운 어휘들이 흡수되었다.
노르웨이의 문어는 점차 쓰이지 않고 덴마크어로 대체되기 시작하였다. 그 절정에 이른 것은 노르웨이 왕인 마그누스 6세의 법전이 덴마크어로 번역된 것이다. 노르웨이어에 의한 문서기록은 1583년을 마지막으로 보이지 않게 된다.
그러나 노르웨이 일상어로서 노르웨이 방언들은 지속적으로 살아남았고 교육받은 계층도 구어로는 노르웨이적 특징이 강한 다노-노르웨이어를 일상어로 사용하였다. 공교롭게도 노르웨이 출신의 작가 루드비 홀베르(Ludvig Holberg)는 표준 덴마크어로 글쓰기를 열렬히 옹호하던 사람이었다. 그러나 그 자신의 사적 저작물에서는 여전히 노르웨이식 표현들을 썼다. 사실 노르웨이 작가들은 결코 완전히 노르웨이식 어휘와 표현들을 그들의 글쓰기에서 배제할 수 없었다. 페테르 다스, 요한 노르달 부룬, 옌스 제틀리츠, 크리스챤 툴린등 이 시기의 주요작가들의 예를 보면 노르웨이 작가들은 덴마크어로 글을 쓴다고 해도 그들의 노르웨이식 구어와 덴마크어 문장 사이의 괴리에서 벗어나지 못했다.
1814년 노르웨이가 덴마크의 지배에서 벗어나자, 노르웨이는 자체 헌법을 제정하고 훨씬 약하지만 스웨덴과 동군연합(同君聯合)을 결성하였다. 이 때의 언어상황을 정리하면 다음과 같다.
- 문어는 덴마크어였으나 지배계급은 스웨덴으로부터의 독립성을 강조하기 위해서 노르웨이어로 여겼다.
- 상류층은 구어로 다노-노르웨이어를 사용하였다. 그들은 다노-노르웨이어를 교양어로 여겼고 다른 노동자와 농민들이 사용하는 천박한 말과 구별된다고 생각하였다.
- 노르웨이 일반인들은 다양한 방언들을 사용했다. 이들 각종 방언들은 보통 격조없는 말씨로 여겨졌고, 표준화된 노르웨이어(당시의 다노-노르웨이어)를 말하려는 약간의 경향이 있었다. 그러나 사실 그들의 다양한 방언들은 공통된 조상어인 고대 노르드어에 기반을 두고 갈라져 나온 것들이었다.

## 비교
| - 보크몰 I 1877 forlot Brandes København og bosatte seg i Berlin. Hans politiske synspunkter gjorde imidlertid at det ble ubehagelig for ham å oppholde seg i Preussen, og i 1883 vendte han tilbake til København, der han ble møtt av en helt ny gruppe forfattere og tenkere, som var ivrige etter å motta ham som sin leder. Det viktigste av hans senere arbeider er hans verk om William Shakespeare, som ble oversatt til engelsk av William Archer, og som straks ble anerkjent. | - 뉘노르스크 I 1877 forlét Brandes København og busette seg i Berlin. Dei politiske synspunkta hans gjorde det utriveleg for han å opphalda seg i Preussen, og han vende attende til København i 1883. Der vart han møtt av ei heilt ny gruppe forfattarar og tenkjarar, som var ivrige etter å ha han som leiar. Det viktigaste av dei seinare arbeida hans er verket hans om William Shakespeare, som vart omsett til engelsk av William Archer, og som straks vart godkjend. |